# Ally Louks
Amelia Mary Louks (8 de diciembre de 1997), más conocida como Ally Louks, es una académica literaria inglesa. Ganó notoriedad después de que una fotografía de ella sosteniendo su tesis doctoral se volviera viral en redes sociales, lo que atrajo atención hacia la política de cómo se describe y utiliza el olfato en la literatura inglesa.

## Educación
Se graduó con una Licenciatura en Literatura Inglesa (BA) de la Universidad de Exeter en 2019 y obtuvo una Maestría en Temas de la Sociedad Moderna (MA) en el University College de Londres (UCL) en 2020. El tema de su proyecto final de licenciatura fue el marketing de perfumes.
Con una beca y bajo la supervisión de Kasia Boddy, Louks completó su doctorado en Peterhouse, Cambridge en 2024. Su tesis se tituló "Ética olfativa: la política del olor en la prosa moderna y contemporánea". Examina "el lenguaje olfativo moralmente exigente en relación con los afectos del asco y el deseo".
Al explicar su tesis a un público general, ha dicho:

Me baso en la historia bien documentada del prejuicio olfativo para examinar su relevancia contemporánea... Tendemos a pensar que nuestro deseo de evitar los malos olores es un mecanismo instintivo de protección, pero la evidencia sugiere que se nos enseña qué olores considerar repugnantes, ya que la respuesta de asco está casi totalmente ausente en los niños menores de dos años. El sentido del olfato, entonces, está moldeado por la sociedad e influido por los prejuicios que la atraviesan.

## Viralización de su doctorado
El 27 de noviembre de 2024, Louks publicó una foto en Twitter sosteniendo su tesis, con el pie de foto: “PhDone.” La publicación se volvió viral, acumulando más de 120 millones de visualizaciones. La recepción fue en su mayoría positiva, aunque algunas personas atacaron su trabajo calificándolo de inútil o una pérdida de recursos universitarios. También fue objeto de ataques personales y acoso sexista. Gran parte de la reacción negativa provino de cuentas de derecha, que a menudo atacaban el lugar de las mujeres en la academia o incluso la idea de que las mujeres tengan carreras profesionales. También recibió amenazas de violación y muerte, que denunció a la policía. Louks señaló que una de las amenazas llegó a su correo personal, que no está disponible públicamente en línea.
En respuesta a los ataques, Louks escribió que, si bien no creía que su trabajo estuviera exento de críticas, “las críticas dirigidas hacia mí no estaban basadas en la realidad”. En una entrevista con Nil Köksal, dijo que no se había tomado el odio de manera personal porque “en última instancia, no se trata realmente de mí ni de mi trabajo”. Andy Parker, director del college Peterhouse al que pertenece Louks, emitió una declaración de apoyo, al igual que la propia Universidad de Cambridge, felicitándola por haber terminado su doctorado sin correcciones y declarando que creían que el ataque mediático constituía acoso y misoginia.
La publicación viral inspiró discusiones sobre género, academia, abuso en línea y "acoso misógino". Vox la describió como “un caso de estudio sobre cómo la derecha en línea apunta y acosa a quienes no encajan en los estándares estrechos —y a menudo contradictorios— que han formulado para las mujeres.” Max La Bouchardiere, de Varsity, escribió sobre cómo esto se relaciona con el rechazo neoliberal y anti-intelectual hacia las humanidades y las ciencias sociales, tema que Louks abordó más adelante con Brittany Luse y Jason Stanley en el programa It's Been a Minute de NPR. El periodista Callum Booth escribió que el episodio mostró “el peor lado de internet: la parte que cree saber más que los expertos, que malinterpreta completamente el sentido de una publicación, y que recurre a insultos viles en lugar de discusión”.
Para diciembre de 2024, Louks había ganado más de 100.000 nuevos seguidores en Twitter. En marzo de 2025, Rolling Stone señaló que “la Dra. Ally Louks se ha convertido en una figura querida de la curiosidad en una aplicación conocida por dar visibilidad a los peores tipos de personas”.

## Carrera postdoctoral
En febrero de 2025, Louks firmó con agentes literarios tanto en Reino Unido como en Estados Unidos.

## Vida personal
En febrero de 2025, Louks se declaró bisexual a través de Twitter.